# 岩村田站
岩村田站（日语：／ Iwamurada eki */?）是位於長野縣佐久市岩村田，東日本旅客鐵道（JR東日本）的小海線車站。

## 歷史
- 1915年（大正4年）8月8日：佐久鐵道 小諸站至中込站之間開通，此站啟用[1][3]。為旅客和貨物車站。
- 1934年（昭和9年）9月1日：佐久鐵道被國有化，成為國鐵車站[4]。
- 1982年（昭和57年）7月15日：終止貨物起卸業務。
- 1987年（昭和62年）4月1日：伴隨國鐵分割民營化，車站由東日本旅客鐵道（JR東日本）營運[5][6]

## 車站構造
車站是一座地面車站，設有2面2線單式月台。兩月台之間設有跨線橋連接。從前於車站大樓對面月台是一座島式月台。
此站是業務委託車站，委托長鐵開發負責車站業務。此站設有自動售票機和綠色窗口（營業時間 7:30 - 18:00 ※中途設有休息時間）。在早上和黃昏後沒有車站職員當值。
曾經在1號月台側設有當地名產佐久鯉展示水槽。
在車站啟用當時，於車站東南方柳町平交道附近曾經設有臨時停車場，當舉行祭事時候會停靠該停車場。

### 月台
| 月台 | 路線    | 上下行 | 方向                         |
| ---- | ------- | ------ | ---------------------------- |
| 1    | ■小海線 | 上行   | 中込、小海、清里、小淵澤方向 |
| 2    | ■小海線 | 下行   | 佐久平、小諸方向             |

參考

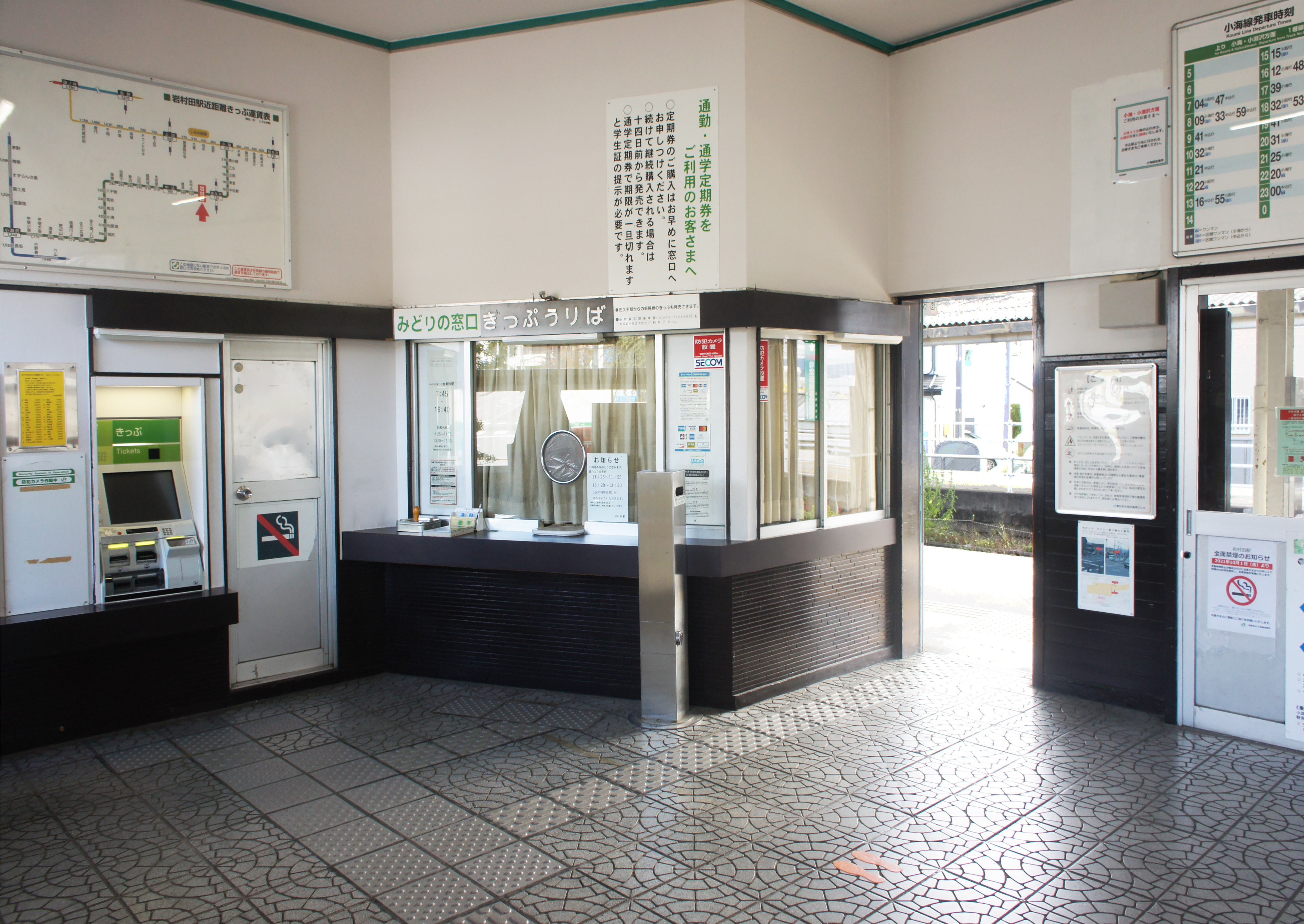
檢票口(2021年10月）
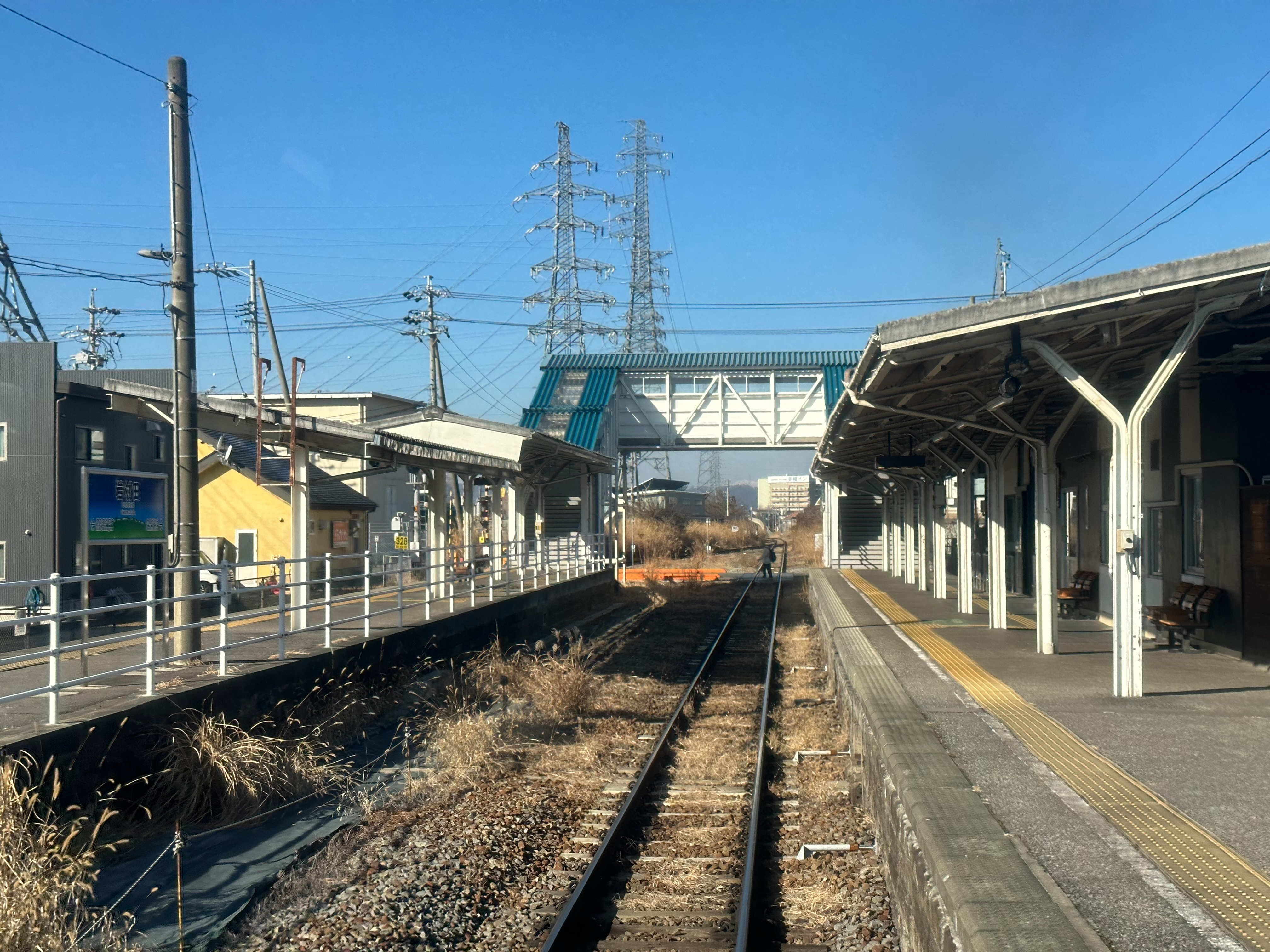
月台(2023年12月)

## 使用狀況
根據「JR東日本」資料，在2019年度（令和元年度）的1日平均乘車人次為1,233人。
以下為近年乘車人次變化：
| 乘車人次變化       | 乘車人次變化     | 乘車人次變化          |
| 年度               | 1日平均 乘車人次 | 參考資料              |
| ------------------ | ---------------- | --------------------- |
| 2000年（平成12年） | 1,683            | [ 利用客数 2 ]        |
| 2001年（平成13年） | 1,634            | [ 利用客数 3 ]        |
| 2002年（平成14年） | 1,564            | [ 利用客数 4 ]        |
| 2003年（平成15年） | 1,536            | [ 利用客数 5 ]        |
| 2004年（平成16年） | 1,367            | [ 利用客数 6 ]        |
| 2005年（平成17年） | 1,328            | [ 利用客数 7 ]        |
| 2006年（平成18年） | 1,278            | [ 利用客数 8 ]        |
| 2007年（平成19年） | 1,307            | [ 1 ] [ 利用客数 9 ]  |
| 2008年（平成20年） | 1,288            | [ 利用客数 10 ]       |
| 2009年（平成21年） | 1,224            | [ 1 ] [ 利用客数 11 ] |
| 2010年（平成22年） | 1,190            | [ 2 ] [ 利用客数 12 ] |
| 2011年（平成23年） | 1,211            | [ 利用客数 13 ]       |
| 2012年（平成24年） | 1,233            | [ 利用客数 14 ]       |
| 2013年（平成25年） | 1,263            | [ 利用客数 15 ]       |
| 2014年（平成26年） | 1,207            | [ 利用客数 16 ]       |
| 2015年（平成27年） | 1,257            | [ 利用客数 17 ]       |
| 2016年（平成28年） | 1,251            | [ 利用客数 18 ]       |
| 2017年（平成29年） | 1,261            | [ 利用客数 19 ]       |
| 2018年（平成30年） | 1,314            | [ 利用客数 20 ]       |
| 2019年（令和元年） | 1,233            | [ 利用客数 1 ]        |

## 車站周邊
車站周邊設有三間高等學校，在上學時段有許多高校生使用此站。
- 長野縣岩村田高等學校（日语：長野県岩村田高等学校）[1]
- 長野縣佐久平綜合技術高等學校（日语：長野県佐久平総合技術高等学校）
- 佐久長聖高等學校（日语：佐久長聖高等学校）[1]
- 佐久市立岩村田小學校（日语：佐久市立岩村田小学校）
- 佐久市立淺間中學校（日语：佐久市立浅間中学校）
- 佐久警察署（日语：佐久警察署）[1]
- 長野地方檢察廳（日语：長野地方検察庁）佐久分部
- 佐久稅務署（日语：税務署）
- 岩村田郵便局
- 岩村田本町郵便局
- 佐久市役所浅間出張所
- 岩村田商店街
- 佐久市立國保淺間綜合醫院（日语：佐久市立国保浅間総合病院）[1]
- 佐久市兒童未來館（日语：佐久市子ども未来館）[1]
- 鼻顏稻荷神社（日语：鼻顔稲荷神社）[1]
- 三河屋餐廳（售賣元祖·鯉丼）
- 麵包工房Kikyoya （在夏季會售賣雪糕麵包，在閒逛中途下車之旅（日语：ぶらり途中下車の旅）曾經介紹）
- 西念寺（日语：西念寺）
- 圓滿寺（日语：円満寺）
- 龍雲寺（日语：龍雲寺）
- 大井法華堂（日语：大井法華堂）
- 若宮八幡神社（日语：若宮八幡神社 (佐久市)）
- 佐久酒店（日语：佐久ホテル）
- 中山道岩村田宿（日语：岩村田宿）

## 巴士路線
佐久市循環巴士和JR巴士關東 新宿～小諸、高峰高原線均設有巴士站停靠於站前。
- 佐久市循環巴士（北循環線） （委托千曲巴士（日语：千曲バス）運行）
  - 佐久醫療中心 - 北中込站前　- 佐久市政廳 - 岩村田站前 - 佐久平站 - 佐久大學前 - 佐久醫療中心

- 千曲巴士 中仙道線
  - 岩村田 - 岩村田站前 - 淺間綜合醫院 - 佐久平站 - 鹽名田 - 八幡 - 望月巴士總站 - （東信執照中心） - 茂田井中央 - 立科町公所前
- 千曲巴士 佐久御代田線
  - 岩村田站前 - 西屋敷 - 小田井中央 - 仙祿湖入口 - 岩村田站前 - 淺間綜合醫院 ※只於平日服務
- 千曲巴士 志賀線
  - 淺間綜合醫院 - 佐久平站 - 岩村田站前 - 稻荷神社前 - 志賀中宿 - 車庫前 ※只於平日服務
- 千曲巴士 香坂線
  - 東地 - 香坂 - 岩村田 → 岩村田站前 → 淺間綜合醫院 ※只於平日服務，前往東地方向停靠岩村田巴士站

- 高速巴士 新宿～小諸、高峰高原線（JR巴士關東運行）
  - 經練馬站前往Busta新宿（新宿站）

## 相鄰車站
東日本旅客鐵道（JR東日本）
■小海線
北中込－岩村田－佐久平

## 注腳

### 使用狀況
1. 1 2  . 東日本旅客鐵道.   [2020-07-18]. （原始内容存档于2020-07-11） （日语）.
2. ↑  . 東日本旅客鐵道.   [2019-04-13]. （原始内容存档于2019-03-27） （日语）.
3. ↑  . 東日本旅客鐵道.   [2019-04-13]. （原始内容存档于2019-03-27） （日语）.
4. ↑  . 東日本旅客鐵道.   [2019-04-13]. （原始内容存档于2019-03-27） （日语）.
5. ↑  . 東日本旅客鐵道.   [2019-04-13]. （原始内容存档于2019-03-27） （日语）.
6. ↑  . 東日本旅客鐵道.   [2019-04-13]. （原始内容存档于2019-03-27） （日语）.
7. ↑  . 東日本旅客鐵道.   [2019-04-13]. （原始内容存档于2019-03-27） （日语）.
8. ↑  . 東日本旅客鐵道.   [2019-04-13]. （原始内容存档于2019-03-27） （日语）.
9. ↑  . 東日本旅客鐵道.   [2019-04-13]. （原始内容存档于2019-04-02） （日语）.
10. ↑  . 東日本旅客鐵道.   [2019-04-13]. （原始内容存档于2019-03-27） （日语）.
11. ↑  . 東日本旅客鐵道.   [2019-04-13]. （原始内容存档于2019-03-27） （日语）.
12. ↑  . 東日本旅客鐵道.   [2019-04-13]. （原始内容存档于2019-03-27） （日语）.
13. ↑  . 東日本旅客鐵道.   [2019-04-13]. （原始内容存档于2019-03-27） （日语）.
14. ↑  . 東日本旅客鐵道.   [2019-04-13]. （原始内容存档于2018-10-26） （日语）.
15. ↑  . 東日本旅客鐵道.   [2019-04-13]. （原始内容存档于2016-04-04） （日语）.
16. ↑  . 東日本旅客鐵道.   [2019-04-13]. （原始内容存档于2019-03-27） （日语）.
17. ↑  . 東日本旅客鐵道.   [2019-04-13]. （原始内容存档于2019-03-23） （日语）.
18. ↑  . 東日本旅客鐵道.   [2019-04-13]. （原始内容存档于2017-07-29） （日语）.
19. ↑  . 東日本旅客鐵道.   [2019-04-13]. （原始内容存档于2018-07-06） （日语）.
20. ↑  . 東日本旅客鐵道.   [2019-07-24]. （原始内容存档于2019-07-05） （日语）.

## 外部連結
- 車站資訊（岩村田）：東日本旅客鐵道（日語）